# Vinicius (trilha sonora)
Vinícius (trilha sonora) é a trilha sonora do filme Vinicius, lançado em 2005 pelo diretor brasileiro Miguel Faria Jr., cantada por várias artistas brasileiros. O álbum da trilha sonora foi lançado pela gravadora Biscoito Fino em 2005.

## Produção
Segundo a gravadora Biscoito Fino, o álbum compila as músicas feitas exclusivamente para o documentário Vinicius além de declamações de poemas pelos atores Ricardo Blat e Camila Morgado e trechos de depoimentos de Chico Buarque e Caetano Veloso.

## Lista de faixas
Compõem o álbum as faixas: 
| N.º | Título                                                   | Duração |  |
| 1.  | "Texto (por Ricardo Berzoini)"                           | 0:34    |  |
| 2.  | "Se Todos Fossem Iguais A Você (por Renato Braz)"        | 2:58    |  |
| 3.  | "Insensatez (por Mônica Salmaso)"                        | 2:57    |  |
| 4.  | "Soneto De Fidelidade (por Camila Morgado)"              | 1:08    |  |
| 5.  | "Valsa De Eurídice (Eurídice) (por Yamandu Costa)"       | 3:34    |  |
| 6.  | "Depoimento (por Chico Buarque)"                         | 0:06    |  |
| 7.  | "Medo de Amar (por Chico Buarque)"                       | 1:31    |  |
| 8.  | "Depoimento (por Chico Buarque)"                         | 0:19    |  |
| 9.  | "Poema Dos Olhos Da Amada (por Caetano Veloso)"          | 1:21    |  |
| 10. | "Soneto Do Amor Total (por Maria Bethânia)"              | 0:47    |  |
| 11. | "Eu Sei que Vou Te Amar (por Adriana Calcanhotto)"       | 1:36    |  |
| 12. | "Você E Eu (por Carlos Lyra)"                            | 1:24    |  |
| 13. | "Sei Lá... A Vida Tem Sempre Razão (por Mart"nália)"     | 2:22    |  |
| 14. | "Tarde Em Itapoã (por Toquinho)"                         | 2:44    |  |
| 15. | "Depoimento (por Caetano Veloso)"                        | 0:06    |  |
| 16. | "Berimbau (por Edu Lobo)"                                | 2:57    |  |
| 17. | "Pátria Minha (por Ferreira Gullar)"                     | 0:13    |  |
| 18. | "Pau-de-Arara (Comedor De Gilete) (por Sérgio Cassiano)" | 2:44    |  |
| 19. | "Pra Que Chorar (por Zeca Pagodinho)"                    | 2:39    |  |
| 20. | "Formosa (por Gilberto Gil)"                             | 2:13    |  |
| 21. | "Coisa Mais Linda (por Mariana de Moraes)"               | 1:41    |  |
| 22. | "Por Toda A Minha Vida (por Renato Braz)"                | 2:24    |  |
| 23. | "Poética I (por Ricardo Blat)"                           | 0:30    |  |
| 24. | "Modinha (por Olívia Byington)"                          | 2:02    |  |
| 25. | "O que tinha de ser (por Maria Bethânia)"                | 1:12    |  |
| 26. | "Sem mais adeus (por Francis Hime)"                      | 2:42    |  |
| 27. | "Texto (por Ricardo Blat)"                               | 0:19    |  |
| 28. | "Canto triste (por Monica Salmaso)"                      | 2:54    |  |